# Celia Freijeiro
Celia Freijeiro García (Vigo, 9 de febrero de 1983) es una productora y actriz española de cine, teatro y televisión.

## Biografía
Nació en Vigo, Galicia, en el seno de una familia con vocación artística: su padre, Rafael Freijeiro, es un pintor gallego.
Después de graduarse en el DeWitt High School de Arkansas (Estados Unidos), se instala en Madrid donde comienza su formación y su carrera como actriz.
Da el salto al teatro profesional con la obra de Paloma Pedrero El color de agosto que protagoniza y produce ella misma. Por su interpretación en este texto es nominada a dos de los premios más importantes del teatro en España: los Premios Valle Inclán de Teatro y el Premio Mayte. Desde entonces ha participado en numerosas producciones teatrales, series de televisión y películas.
En 2006, con 23 años, creó Desnudo Azul, una asociación cultural que en 2008 se convertirá en su propia productora, Pocapena Producciones. Hasta la fecha, con Pocapena ha producido numerosas obras teatrales, varios cortometrajes y un largometraje.

## Productora y creadora para la Sociedad Cervantina
En 2010 pasó a formar parte de la junta directiva de la Sociedad Cervantina (calle Atocha 87, Madrid) convirtiéndose en 2017 en vicepresidenta de la misma. Desde el inicio lideró los diversos proyectos culturales de la entidad con proyectos como el Festival Gigante de artes escénicas. En febrero de 2017, la Sociedad Cervantina anunció en sus redes sociales que empezaba las obras de construcción de su propio teatro, el Teatro de Cámara Cervantes. Las obras atravesaron un largo proceso debido a los hallazgos arqueológicos que se produjeron en el patio de la sede: una monda de cráneos y huesos del siglo XVII pertenecientes al convento adyacente y un refugio de la guerra civil. La sala teatral se inauguró en abril de 2024 con el monólogo Marcela (una canción de Cervantes), una producción de la Sociedad Cervantina dirigida por Leticia Dolera con dramaturgia de María Folguera a partir del capítulo XIV de El ingenioso hidalgo Don Quijote de La Mancha de Miguel de Cervantes. Celia Freijeiro ejerció de protagonista y productora. El espectáculo visitó el Festival Internacional de Almagro ese mismo año. En mayo de 2024 recibió el premio Continuarà-Culturas 2 de RTVE Cataluña por este proyecto.

## Trayectoria como actriz
Con su interpretación como Adela Silva en la serie Seis hermanas (2015-2017) logró una gran repercusión, tanto en España como en Latinoamérica. A comienzos de 2018 se anuncia su incorporación a las tramas de la segunda temporada de la serie Servir y proteger de TVE, comenzando a emitirse en febrero.
A su vez trasciende la noticia de que la actriz formará parte del elenco de la nueva serie de Boomerang TV para La 1, La Otra Mirada ficción reivindicativa, feminista y protagonizada mayoritariamente por mujeres, cuya emisión comienza el 25 de abril. La actriz participó en noviembre de 2018 en Gigante 3, Festival experimental de teatro de clásicos contemporáneos, organizado por la Sociedad Cervantina, en el que representa la obra Sangre Forzada, dramaturgia de María Folguera a partir de La fuerza de la sangre, una de las Novelas Ejemplares de Miguel de Cervantes
Freijeiro coprotagonizó la serie Vida perfecta, escrita, dirigida y coprotagonizada por Leticia Dolera,  producida para Movistar Plus. El primer capítulo de esta serie se estrenó en el Festival de Cannes 2019, donde compitió en la Sección Oficial de CanneSeries como Perfect Life, y donde recibieron el premio a la mejor serie y el premio especial a la interpretación ex aequo para las tres protagonistas: Freijeiro, Dolera y Aixa Villagran. En 2021 se estrenó la segunda y última temporada de la serie.
En febrero y marzo de 2020 Celia Freijeiro estrenó en el Centro Dramático Nacional el espectáculo teatral Taxi girl, con dramaturgia de María Velasco: una coproducción de la Sociedad Cervantina, Centro Dramático Nacional y Celia Freijeiro. Esta última interpretaba el papel de Anaïs Nin.
En 2022 protagonizó el cortometraje Cuentas divinas, dirigido por Eulàlia Ramon, nominado al premio Goya al mejor cortometraje. Por este trabajo recibió premios como el premio a mejor actriz del Festival Internacional de Cortometrajes Ciudad de Soria o la Mención Especial del Jurado del Festival Pilas en Corto de Pilas.
En marzo de 2024 se anunció que formaría parte del reparto de Regreso a Las Sabinas, la primera serie diaria de una plataforma en streaming para Disney + junto con Olivia Molina, Andrés Velencoso, Ángela Molina, entre otros.
En marzo de 2025 participó en el elenco de la obra teatral Las amargas lágrimas de Petra von Kant, de Rainer Fassbinder, dirigida por Rakel Camacho y junto a las actrices Ana Torrent, Aura Garrido, Maria Luisa San José y Julia Monje. El estrenó tuvo lugar en el teatro Nave10 en Matadero Madrid.

## Trayectoria como presentadora
Fue la encargada de conducir en seis ocasiones la Gala de los Premios Valle Inclán de Teatro en el Teatro Real (Madrid), siendo en 2014 nominada a dicho premio por su interpretación en la obra teatral Los Cenci de Antonin Artaud en el Teatro Español.
Ha formado parte de la crítica y jurado de numerosos certámenes y festivales de cine y teatro con largo recorrido en nuestro país, durante varias de sus ediciones.
Participó en las ediciones 28.ª y 29.ª de la gala del cine español entregando el Premio Goya a los Mejores efectos especiales.

## Reconocimientos
En diciembre de 2012 fue preseleccionada a Mejor actriz protagonista en los Premios Goya 2013 por su interpretación en la película Todo es silencio de José Luis Cuerda. En noviembre de 2015 fue preseleccionada nuevamente a los Premios Goya 2016 por su interpretación en dos largometrajes del 2015: a Mejor actriz protagonista por De chica en chica de Sonia Sebastián y a Mejor actriz de reparto por La playa de los ahogados de Gerardo Herrero.
En 2019 recibió el premio ex aequo a la mejor interpretación del Festival Canneseries por Vida perfecta, junto a Leticia Dolera y Aixa Villagrán. En 2024 los premios Continuarà-Culturas 2 de RTVE Cataluña reconocieron su proyecto al frente de la Sociedad Cervantina. 

## Filmografía

### Televisión
| Año         | Título                               | Personaje               | Cadena      | Notas         |
| ----------- | ------------------------------------ | ----------------------- | ----------- | ------------- |
| 2005        | El comisario                         | Alejandra               | Telecinco   | 3 episodios   |
| 2006        | Amistades peligrosas                 | Silvia Marcos           | Cuatro      | 45 episodios  |
| 2007        | Hospital Central                     | Cati                    | Telecinco   | 1 episodio    |
| 2007        | Hay que vivir                        | Alicia                  | La 1        | 1 episodio    |
| 2007-2009   | Chica busca chica                    | Nines                   | YouTube     | 13 episodios  |
| 2008        | 2 de mayo, la libertad de una nación | Pepita García           | La 1        | 17 episodios  |
| 2009-2010   | Pelotas                              | Nieves Sáez             | La 1        | 13 episodios  |
| 2011        | Homicidios                           | Eva Hernández           | Telecinco   | 13 episodios  |
| 2015        | Bajo sospecha                        | Silvia López            | Antena 3    | 2 episodios   |
| 2015-2017   | Seis hermanas                        | Adela Silva Torrealba   | La 1        | 447 episodios |
| 2018        | Servir y proteger                    | Teresa Ronda Montiel    | La 1        | 89 episodios  |
| 2018-2019   | La otra mirada                       | María Antonia Miñambres | La 1        | 6 episodios   |
| 2019-2021   | Vida perfecta                        | Cristina                | Movistar+   | 14 episodios  |
| 2021        | Historias para no dormir             | Periodista              | Prime Video | 1 episodio    |
| 2023        | Escándaloː relato de una obsesión    | Lola                    | Telecinco   | 8 episodios   |
| 2024        | Reina Roja                           | Carla Ortiz             | Prime Video | 7 episodios   |
| 2024 - 2025 | Regreso a Las Sabinas                | Gracia Molina Montalbo  | Disney+     | 69 episodios  |

### Cine
| Año  | Título                                               | Personaje     | Dirección           | Notas               |
| ---- | ---------------------------------------------------- | ------------- | ------------------- | ------------------- |
| 2005 | Los aires difíciles                                  | Elena         | Gerardo Herrero     |                     |
| 2006 | Días azules                                          | Genoveva      | Miguel Santesmases  |                     |
| 2010 | Dos mujeres, un pájaro y una triste historia de amor | Martina       | Sonia Sebastián     | Cortometraje        |
| 2010 | La manzana                                           | Flor          | Lee Friedlander     | Cortometraje        |
| 2011 | Ángel Llorca: El último ensayo                       | Estudiante    | Víctor M. Guerra    |                     |
| 2012 | Papá se ha ido                                       | Marina        | Sonia Sebastián     | Cortometraje        |
| 2012 | Todo es silencio                                     | Leda          | José Luis Cuerda    |                     |
| 2015 | La playa de los ahogados                             | Ana           | Gerardo Herrero     |                     |
| 2015 | De chica en chica                                    | Inés          | Sonia Sebastián     |                     |
| 2018 | Actores                                              | Victoria      | Elisabeth Larena    | Cortometraje        |
| 2019 | El último tren                                       | Dolores       | Oriol Ferrer        | Cortometraje        |
| 2022 | Amor de madre                                        | Teresa        | Paco Caballero      | Película de Netflix |
| 2022 | Cuentas divinas                                      | Mónica        | Eulalia Ramon       | Cortometraje        |
| 2023 | Mari(dos)                                            | Laura Sánchez | Lucía Alemany       |                     |
| 2023 | Bird Box Barcelona                                   | Laura         | David y Álex Pastor | Película de Netflix |
| 2024 | Pídeme lo que quieras                                | Mónica        | Lucía Alemany       |                     |

## Premios y nominaciones
| Año  | Premio                                                 | Categoría                                 | Trabajo            | Resultado |
| ---- | ------------------------------------------------------ | ----------------------------------------- | ------------------ | --------- |
| 2024 | Premio Continuarà Culturas 2                           |                                           |                    | Ganadora  |
| 2019 | Festival Canneseries                                   | Premio ex aequo a la mejor interpretación | Vida perfecta      | Ganadora  |
| 2014 | Premios Valle Inclán de Teatro                         | Mejor actriz de teatro                    | Los Cenci          | Finalista |
| 2013 | Premio Mestre Mateo                                    | Mejor intérprete femenina protagonista    | Todo es silencio   | Nominada  |
| 2012 | Premios Zapping                                        | Mejor actriz de televisión                | Homicidios         | Nominada  |
| 2010 | Premio Estrella de Oro del Club de Medios              | Mejor actriz de televisión                | Pelotas            | Ganadora  |
| 2006 | Premios Valle Inclán de Teatro Premios Mayte de Teatro | Mejor actriz de teatro                    | El color de agosto | Nominada  |
| 2024 | Premis Continuarà-Culturas 2                           | Productora                                |                    | Ganadora  |

## Proyectos como productora
| Año       | Título                                               | Categoría                            |
| --------- | ---------------------------------------------------- | ------------------------------------ |
| 2024      | Marcela (una canción de Cervantes)                   | Sociedad Cervantina                  |
| 2020      | Taxi girl                                            | Teatro-Centro Dramático Nacional     |
| 2015      | La gitanilla                                         | Teatro – Teatro Cámara Cervantes     |
| 2014      | De chica en chica                                    | Largometraje - PocaPena Producciones |
| 2014      | Amazing future III, Memory cloud                     | Teatro – Teatro Cámara Cervantes     |
| 2013-2015 | Mucho ruido y pocas nueces                           | Teatro – Teatro Cámara Cervantes     |
| 2013      | Los Cenci                                            | Teatro Español                       |
| 2013      | Los celos                                            | Teatro – Teatro Cámara Cervantes     |
| 2012      | Papá se ha ido                                       | Cortometraje - PocaPena Producciones |
| 2011      | Sopa de colibrí                                      | Teatro – Teatro Cámara Cervantes     |
| 2010      | El poder de la sangre                                | Teatro – Teatro Cámara Cervantes     |
| 2010      | El imaginario de Cervantes                           | Teatro – Teatro Cámara Cervantes     |
| 2009      | Woman on the falls                                   | Cortometraje - PocaPena Producciones |
| 2009      | Dos mujeres, un pájaro y una triste historia de amor | Cortometraje - PocaPena Producciones |
| 2006      | El color de agosto                                   | Teatro – Desnudo Azul                |